# 無敵太空船
《無敵太空船》原作為櫻多吾作所繪漫畫作品，KnacK製作的機器人動畫。1976年7月1日至1977年3月31日毎週四19:30 - 20:00於東京12チャンネル（現・東京電視台）播出，全36集。台灣早期無版權時代曾另有譯名為《神飛一號》，動畫版後由台視於1981年（民國70年）7月10日至8月31日間於每週一～五下午播出。

## 故事
來自於加拉（ガイラー）星的一支探險隊，途中受到卡爾頓（ゲルドン）的謀反，乘機自立為「卡爾頓（ゲルドン）帝國」開始對人類侵略。極力反對卡爾頓（ゲルドン）等蠻橫行為的平和主義學家田（ヤン）博士，指使女兒帶著「先鋒號（グロイザーX）」脫逃直飛地球協助對抗暴力侵略。莉莉（リタ）逐與飛虎航空隊（飛島パイロットチーム）的袁正雄（海阪譲）共同駕駛先鋒號（グロイザー）與加拉（ガイラー）帝國的攻勢展開對決。

## 主要人物

### 飛虎航空隊（飛島パイロットチーム）
根據地為茜島基地。
- （飛島秀樹）博士：勝田久；（香港配音：龔祖澤）

- 袁正雄（海阪譲）：古谷徹（香港譯名：卓奇；香港配音：曾秉輝；台灣配音：徐健春）
- 康莉莉（リタ）：野崎貴美子（香港譯名：莉達；香港配音：沈小蘭）

加拉（ガイラー）星科學家康（ヤン）博士
之女。係奉父親之命獨自試飛『先鋒號（グロイザーX）』，將該戰機駕飛至地球，用以對抗邪惡的卡爾頓（ゲルドン）一輩入侵人類計謀。
- 小冬（ゲン）：山下望
- 大明（サブ）：沢田和子
- 一平：澤木郁也
- 大頭（バクさん）：龍田直樹

- 康（ヤン）博士[1]

：池田勝
加拉（ガイラー）星科學家莉莉（リタ）之父。為摩思號（ゲルモス）與先鋒號（グロイザー）的製作者。

### 加拉（ガイラー）帝國
實為加拉（ガイラー）星的一小撮人，借詞搭乘「摩思號（ゲルモス）」至宇宙探險的任務，而在途中奪取權力，企圖實現自己的慾望，試圖在北極建立一個大帝國。
- 卡爾頓（ゲルドン）帝王：藪內英喜 （香港譯名：凱寧登大帝；香港配音：周永坤；）

- 達加（ダガー）元帥：岡田道郎
- 特哥斯（ドゴス）元帥：河西清
達加（ダガー）戰死後的繼任新幹部。

- 克連（ゴーレン）科学長官：（香港譯名：哥林；香港配音：李學儒；）

## 登場機械
- 先鋒號（グロイザーX）

為莉莉（リタ）的父親康（ヤン）博士
為了要促進宇宙和平，假借名義秘密開發出的一部能屈能伸的萬能太空船，特別針對卡爾頓（ゲルドン）所使用的「摩思號（ゲルモス）」而細心設計出來，其動力是使用濃縮達基沃（タキオン）素為燃料，可以長時間飛行，並能快速昇空或是潛航水底，內設有二個駕駛座；遇有緊急情況還可以經由駕駛員按鈕改變整座船身形態。
主要絕招
- 金剛腿（グロイザーキック）
- 金剛拳（グロイザーパンチ）
- 原子光彈（タキオン光弾）

- 紅蜻蜓（赤とんぼなど）

- 摩思號（空爆要塞ゲルモス）

原為康（ヤン）博士
所製作的加拉（ガイラー）星防禦性太空船，被改裝成具有攻擊能力的戰鬥轟炸機。

## 工作人員
- 監修：永井豪（實際上完全未參與本片，僅為掛名）
- 原作：櫻多吾作
- 製作人：西野清市（現：聖市、ナック）、中野庄司（大広）、近藤伯雄（東京12CH）
- 劇本統籌：安藤豐弘
- 編劇：安藤豊弘、吉田進、伊東恒久、桜井正明
- 總監督：秦泉寺博
- 演出：秦泉寺博、神田隆、新田健二、高垣幸蔵、佐山一志、磯良一
- 角色設計：鈴木孝夫
- 作画監督：長谷川憲生、田中英二
- 美術監督：加藤清
- 音響擔當：グループ映像
- 沖印：東洋現像所（現・IMAGICA）
- 製作協力：大廣
- 製作：KnacK（日语：ナック (アニメ制作会社)）

## 主題歌
- 日本
  - 片頭：「飛べ！グロイザーX」（作詞：永井豪、高円寺博、作曲：クニ河内、編曲：クニ河内、歌：池田鴻）
  - 片尾：「ゴーゴー・グロイザーX」（作詞：永井豪、高円寺博、作曲：クニ河内、編曲：クニ河内、歌：池田鴻）

- 台灣
  - 「無敵太空船」（作詞：梁曉玲、作曲：陳慶峰）

## 劇集列表
|    | 原文標題                         | 台視標題   |
| -- | -------------------------------- | ---------- |
| 1  | 大空の王者グロイザーX            | 先鋒號     |
| 2  | 宇宙人美少女の秘密               | 少女之謎   |
| 3  | 恐怖の気象兵器                   | 氣象兵器   |
| 4  | 熱血ヒコーキ野郎の涙が燃える     |            |
| 5  | 悲しみは大空の彼方に             |            |
| 6  | 悲劇のマッハ3.5大作戦            | 壯烈成仁   |
| 7  | リタの心を取り戻せ               |            |
| 8  | 消えた空爆ロボ                   |            |
| 9  | 傷だらけの友情                   | 同班同學   |
| 10 | この命果てるとも                 |            |
| 11 | 人間ロボット大作戦               |            |
| 12 | 女神像を破壊せよ                 | 自由神像   |
| 13 | 恐怖の大飛行船                   | 人定勝天   |
| 14 | 皆殺しの巡視船                   | 劫後餘生   |
| 15 | 悲劇の空爆ロボ・ビッキー         | 冷凍炸彈   |
| 16 | 日本全土を攻撃せよ               | 知己知彼   |
| 17 | 謎の飛行物体                     | 膠殼飛彈   |
| 18 | 死神よ日本を襲え                 |            |
| 19 | ゲンの命を救え！                 | 袍澤之愛   |
| 20 | さらば宇宙の友よ                 | 英雄惜英雄 |
| 21 | 秘密基地大爆破                   | 意外收穫   |
| 22 | 奪われたグロイザーX              | 一塊隕石   |
| 23 | ジョーとリタの命をねらえ！       | 一線生機   |
| 24 | マシーンW.A銃を防げ              | 穿甲機槍   |
| 25 | 恐怖の巨大戦車                   |            |
| 26 | 嵐を呼ぶ大空中戦                 | 棋高一著   |
| 27 | 大空に怒りをぶつけた涙の一撃！！ | 一償宿願   |
| 28 | 恐怖！空とぶ鯨                   | 殺人鯨     |
| 29 | 生きていたヤン博士               | 一決雌雄   |
| 30 | 死をよぶ電撃作戦                 | 以逸待勞   |
| 31 | 冷たく白い東京                   | 飛向陽光   |
| 32 | 秘密前線基地をさぐれ             | 最後通諜   |
| 33 | 茜基地に突入せよ！               | 犧牲小我   |
| 34 | リタよ！ジョーを撃て             | 苦肉計     |
| 35 | 総攻撃ガイラー帝国               | 裡應外合   |
| 36 | 大空に平和の鐘が鳴る             | 百戰百勝   |

## 註腳
1. 1 2 3 4 5  在台視所發行的《電視周刊》中於第35、36集的大綱描述中誤將其名寫為『康博士』。

## 外部連結
- 台灣電視資料庫[永久]